# Preston Reed

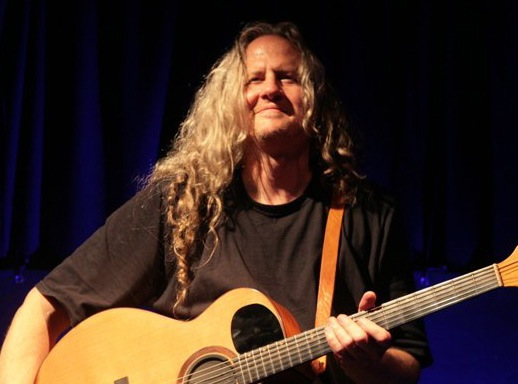
Preston Reed (2011)

Preston Reed (* 13. April 1955 in Armonk, Bundesstaat New York) ist ein US-amerikanischer Fingerstyle-Gitarrist.

## Leben
Preston Reed lernte Gitarre als Kind zunächst mit Hilfe seines Vaters und klassische Gitarre mit einem Lehrer. Von dessen trockenen Unterricht entmutigt, hörte er mit dem Gitarrespiel wieder auf. Erst mit 16 Jahren wurde sein Interesse durch die Musik der Gruppe Hot Tuna wieder geweckt, welche sich durch die akustische Gitarre des Jorma Kaukonen auszeichnet. Er nahm das Gitarrespiel wieder auf und begann, eigene Stücke im Stil von Leo Kottke und John Fahey zu spielen. Mit 17 trat er das erste Mal öffentlich auf, indem er bei einem Auftritt von Allen Ginsberg am Smithsonian Institute in Washington spielte. Er trat danach immer wieder auf und unterzeichnete schließlich durch die Vermittlung seines Freundes Lyle Lovett seinen ersten Plattenvertrag beim Plattenlabel MCA.
Preston Reed hat mit den verschiedensten Künstlern gespielt, von Linda Ronstadt bis zur Rock – Band NRBQ. Er trat immer wieder in amerikanischen Radiosendungen und im Fernsehen auf. Seit 1979 hat er bis 2007 bei verschiedenen Plattenlabeln insgesamt 15 Alben veröffentlicht – fast alle als Solo – Gitarrenalbum –, sein eigenes Plattenlabel Outer Bridge gegründet, an zahlreichen Produktionen mitgewirkt und zwei Videos veröffentlicht.
Preston Reed zog im Jahr 2000 von den USA nach Schottland, hat die britische Staatsangehörigkeit angenommen und lebt mit seiner Frau Cathy in Girvan, Schottland.

## Spielweise und musikalische Einflüsse
Preston Reed ist vom Gitarrespiel Leo Kottkes und John Faheys beeinflusst und war zunächst ein Fingerpicker mit beachtlichen technischen Fähigkeiten. Er entwickelte jedoch im Laufe der frühen 1980er zeitgleich mit den bahnbrechenden Veröffentlichungen von Michael Hedges seinen eigenen, unverwechselbaren Stil mit ungewöhnlichen Spielideen, welcher seine Vorbilder nicht nur im Fingerstyle, sondern auch im Rock ’n’ Roll hat. Er entwickelt in manchen seiner Stücke einen ausgesprochen rhythmischen Drive, andere Stücke sind dagegen sehr melodische und fast verträumte Balladen.
Charakteristisch für sein Spiel ist der Gebrauch von perkussiven Effekten, die er beidhändig auf den verschiedensten Stellen des Gitarrenkörpers erzeugt. Er bezeichnet diese Effekte dementsprechend mit Begriffen aus der Welt der Perkussion wie rim shots und bongo hits. Daneben benutzt er slap- und tap- Techniken wie geslappte Obertöne (slap harmonics) oder den Anschlag von Noten oder ganzen Akkorden mit der linken Hand (hammer-on, pull-off). Er setzt dazu beide Hände gleichzeitig ein (two-hand tapping) und gebraucht die rechte Hand zum Akkordspiel (right-hand fretting). Zur Erzeugung seiner Effekte greift er häufig mit einer oder beiden Händen von oben über den Gitarrenhals. In vielen seiner Stücke gebraucht Reed offene Stimmungen, die sich vielfach durch sehr tief herabgestimmte Basssaiten auszeichnen, so etwa BGDGAD oder CGDGGD.

## Gitarren und technische Ausrüstung
Auf seinen ersten CDs setzte er bis Anfang der 1990er Gitarren des amerikanischen Gitarrenbauers Michael Jacobson-Hardy ein. Danach spielte er Gitarren der Marke Washburn mit Seymour Duncan Tonabnehmern. Später trat er mit einem speziell modifizierten Adamas – Modell der Marke Ovation auf.
Seit Ende der 1990er begann er verschiedene Gitarren zu benutzen, nicht nur Stahlsaiten-Akustikgitarren, sondern auch solid body elektrische Gitarren, halbakustische Gitarren, elektrische Baritongitarren, 12-saitige Stahlsaitengitarren und klassische Gitarren.
Sein 2007 erschienenes Album Spirit spielte er mit einer halbakustischen Gibson L-5 – Typ – Gitarre der Marke Yamaha ein.

## Diskografie
- 1979 Acoustic Guitar (Sky Records)
- 1982 Pointing Up (Flying Fish)
- 1982 Don’t Be A Stranger (Folkstudio)
- 1984 Playing By Ear (Flying Fish)
- 1987 The Road Less Travelled (Flying Fish)
- 1989 Instrument Landing (MCA/Universal)
- 1990 Preston Reed (Flying Fish)
- 1990 Blue Vertigo (Capitol Nashville Master)
- 1991 Halfway Home (Liberty/Capitol Nashville)
- 1992 Border Towns (Liberty)
- 1995 Metal (Dusty Closet Records)
- 1997 Ladies Night (Dusty Closet Records)
- 2000 Handwritten Notes (Outer Bridge)
- 2005 The History Of Now (Outer Bridge)
- 2007 Spirit (Outer Bridge)

### Kollaborationen, Gastauftritte
- 1997 Groovemasters, Volume 1, mit Laurence Juber (Solid Air Records)

### Kompilationen
- 1989 Universal Master Series (MCA)
- 1990 Master Series Sampler '89 (Capital Nashville)
- 1990 Master Series I (Capital Nashville)
- 1995 Acoustic Guitar Highlights (Acoustic Music Records)
- 1996 Acoustic Guitar Highlights II (Acoustic Music Records)
- 1997 Masters of Acoustic Guitar (Narada)
- 1997 Acoustic Guitar Highlights III (Acoustic Music Records)
- 2000 WGN Radio Live: Steve and Johnnie Live After Dark (Nation)

### Eigene Videos
- 1994 The Guitar of Preston Reed: Expanding the Realm of Acoustic Playing (Homespun Video)
- 1997 Preston Reed in Concert (Homespun Video)

### Video-Gastauftritte
- 1995 Fingerstyle Guitar: New Dimensions and Explorations (Vestapol)
- 1996 Muriel Anderson’s All-Star Guitar Night (Homespun Video)
- 1997 Laurence Juber in Concert (Homespun Tapes)
- 1998 Great Guitar Lessons Fingerstyle Techniques (Homespun Tapes)
- 2002 Muriel Anderson’s All-Star Guitar Night II (Homespun Tapes)

### Noten, Bücher
- Guitar Impact (2006). Bruce Muckala (Mara Haley Music).

## Verwendete Quellen
1. ↑  Preston Reeds Biografie auf seiner Webseite (en.). Abgerufen am 25. November 2007.
2. 1 2  Das Album History Of Now, Diskografie auf Preston Reeds Webseite (en.). (Memento vom 6. Januar 2015 im Internet Archive)
3. ↑  Besprechung der CD Metal bei Allmusic, von Robert Taylor (en.). Abgerufen am 25. November 2007.
4. 1 2  The Guitar of Preston Reed Klappentext auf dem Videocover, auch im Web abrufbar (englisch). (Memento vom 6. Januar 2015 im Internet Archive)
5. ↑  Diskografie auf Preston Reeds Webseite (en.). Abgerufen am 25. November 2007.